# Vierge à l'Enfant de Plévin
La Vierge à l'Enfant (dite Notre-Dame de Délivrance) de la Chapelle Saint-Abibon à Plévin, une commune du département des Côtes-d'Armor dans la région Bretagne en France, est une sculpture créée au XVIe siècle. La Vierge à l'Enfant en bois polychrome est inscrite monument historique au titre d'objet le 24 mars 1976. 